# Черпук Северный
Черпук Северный — потухший вулкан, расположенный на полуострове Камчатка (Россия).

## Описание
Располагается в 11 км к юго-западу от вулкана Ичинская Сопка. Представляет собой данный вулкан — шлаковый конус, окруженный потоками лавы.
Абсолютная высота — 1679 м. Продукты, излившиеся из Северного Черпука, представляют собой базальты и андезитобазальты. Объём изверженного материала 2,5 км³.
Деятельность вулкана относится к голоцену.
В результате извержения 6,5 тысяч лет назад потоками лавы были образованы озёра Кетачан, Арбунат и Ангре.